# Rong Ningning
Rong Ningning (cinese 荣宁宁 pinyin: Róng Níngníng; 5 ottobre 1997) è una lottatrice cinese, specializzata nella lotta libera.

## Palmarès
- Mondiali

Budapest 2018: oro nei 57 kg.
Nur-Sultan 2019: argento nei 57 kg.
- Campionati asiatici

Biškek 2018: oro nei 59 kg.
Xi'an 2019: oro nei 57 kg.